# Bodenwöhr

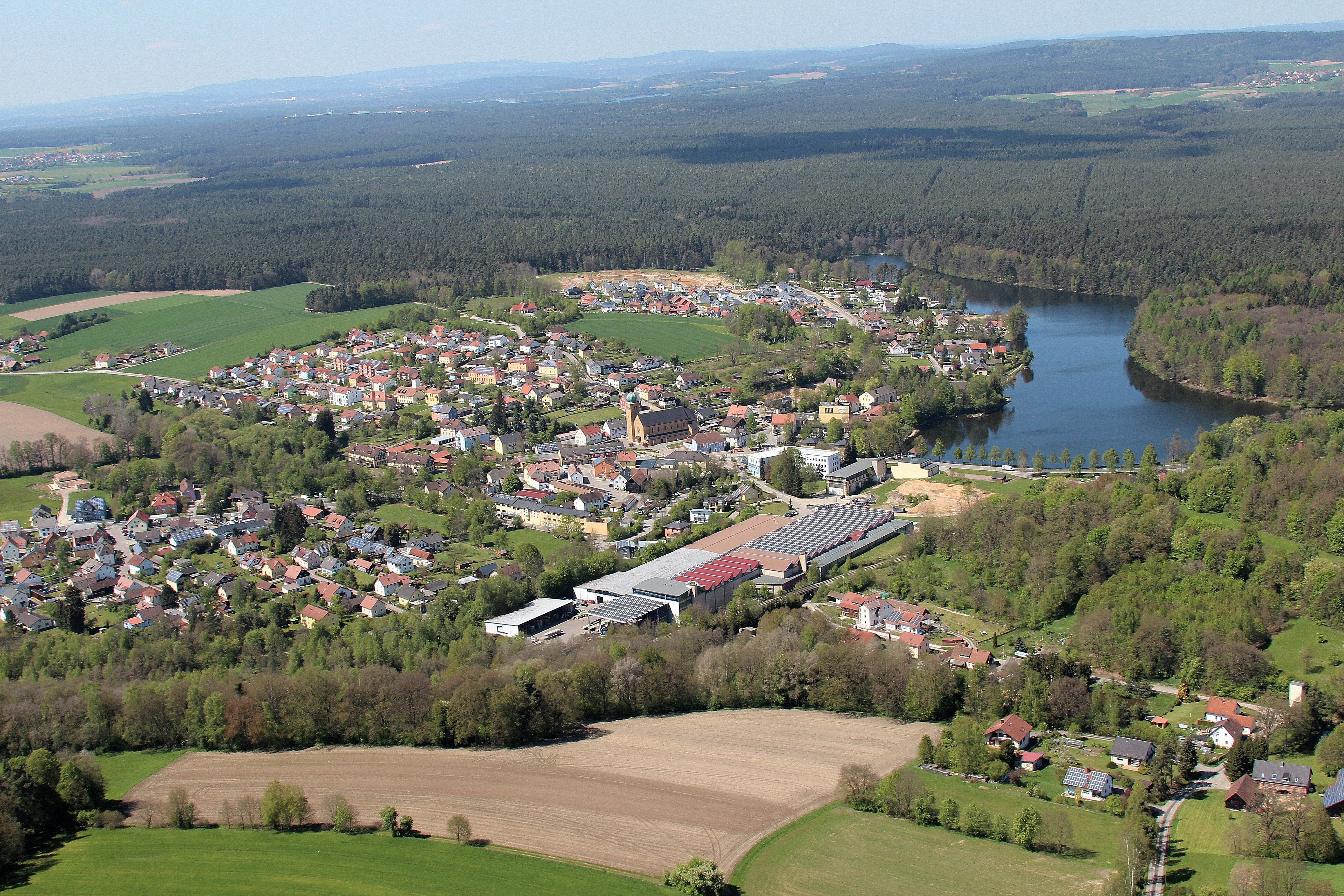
Bodenwöhr (2017) am Hammersee; mittig St. Barbara, darunter Fertigungshallen von FISCHER-Fertighaus

Bodenwöhr ist eine Gemeinde im südlichen Landkreis Schwandorf im bayerischen Regierungsbezirk Oberpfalz. Der Ort ist ein staatlich anerkannter Erholungsort.

## Geographie

### Geographische Lage
Die Gemeinde liegt in der Oberpfalz im Naturpark Oberer Bayerischer Wald an der Bahnlinie Schwandorf-Cham.
Der Ort liegt an dem im 15. Jahrhundert durch Aufstau geschaffenen Hammersee, einem acht Kilometer langen ursprünglichen Stausee für die Eisenverhüttung. Den See erweitert im Osten der Warbrucker Weiher und im Nordwesten der Weichselbrunnweiher. Er wird vom Schafgraben, Gleixnerbach, Reichertweiher Graben, Pechmühlbach, Schwarzenbach und weiteren Bächen gespeist. Er entwässert über den Sulzbach in Richtung Nittenau in den Regen.
Nach Bodenwöhr benannt ist der Naturraum Bodenwöhrer Bucht.

### Nachbargemeinden
Die Nachbargemeinden (im Uhrzeigersinn) sind: Neunburg vorm Wald, Neukirchen-Balbini, Roding, Bruck in der Oberpfalz, Steinberg am See und Wackersdorf.
| Wackersdorf 10 km     | Neunburg vorm Wald 10 km                    | Neunburg vorm Wald 10 km |
| Wackersdorf 10 km     | Kompassrose, die auf Nachbargemeinden zeigt | Neukirchen-Balbini 10 km |
| Steinberg am See 9 km | Bruck in der Oberpfalz 2 km                 | Roding 18 km             |

### Gemeindegliederung
Es gibt 16 Gemeindeteile (in Klammern ist der Siedlungstyp angegeben):
- Altenschwand (Kirchdorf)
- Altenschwand (Weiler)
- Blechhammer (Kirchdorf)
- Bodenwöhr (Pfarrdorf)
- Buch (Dorf)
- Erzhäuser (Dorf)
- Höcherhof (Einöde)
- Kipfenberg (Einöde)
- Mappenberg (Einöde)
- Neuenschwand (Pfarrdorf)
- Pechmühle (Einöde)
- Pingarten (Dorf)
- Taxöldern (Kirchdorf)
- Turesbach (Einöde)
- Warmersdorf (Dorf)
- Windmais (Dorf)

## Geschichte

### Entwicklung ab 1123
Der Ort Bodenwöhr wird erstmals im Jahre 1123 in einer Urkunde des Klosters Ensdorf mit dem Namen „Potenwre“ genannt (Der Ortsname besagt, dass Bodenwöhr seinen Ursprung einem Wehr oder Staudamm zur Nutzung der Wasserkraft verdankt und dass ein Mann namens Bodo oder Poto dieses Wehr anlegte). Später wird ein Eisenhammer erwähnt, der wegen seiner Lage am gleichnamigen Weiher „Weichselbrunner Hammer“ genannt wird. Noch vor 1464 muss dieser Eisenhammer nach Bodenwöhr verlegt worden sein. Der Eisenhammer wechselt in schwieriger wirtschaftlicher Zeit mehrmals den Besitzer. Eine medizinische Versorgung im Ort gab es nicht. Zur Behandlung von Wunden und Gebrechen musste man sich nach Bruck, Penting oder Altenschwand begeben.
Nach Entdeckung neuer Erzvorkommen im nahegelegenen Bruck erwarb 1693 das Generalbaudirektorium den Eisenhammer und errichtete einen Schmelzofen. Nun leistete die Werkskasse und die Knappschaftsbüchsenkasse einen Zuschuss zur Behandlung von Knappschaftsmitgliedern; in diese Kasse mussten die Arbeiter von jedem Lohn einen Büchsenpfennig geben. Der königliche Gerichtsarzt in Nittenau wirkte ab 1844 auch als Werksarzt in Bodenwöhr. 
In 1850 brach hier eine Typhusepidemie aus. Die Bewohner der Werksarbeiterwohnungen wurden von einer Notküche versorgt, deren Lebensmittel mit langen Stangen an die Häuser gereicht wurden. Für den Transport der zahlreichen am Typhus Verstorbenen zum Friedhof in Neuenschwand fand sich schließlich der Former Adam Bauer bereit. Aus Dank für das Ende der Epidemie wurde die jährlich Wallfahrt zur Klosterkirche Zu Unserer Lieben Frau vom Kreuzberg in Schwandorf begonnen. Unreines Wasser wurde als eine der möglichen Ursachen für die Epidemie angenommen und 1856 ein Pumpbrunnen gebaut; danach blieben größere Seuchen aus. Auch wurde die dauerhafte ärztliche Versorgung im Ort organisiert. So wirkte der Bergamtsarzt Adolf Schramm von 1854 bis 1861. Zuständig für die Hüttenarbeiter und ihre Familien, sah er im Bodenwöhrer Klima, nach seiner Einschätzung eine Malaria-Gegend, die Ursache für die Wechselfieber, Neuralgien und Rheumatismus. In 1889 brach eine Grippeepidemie aus. Medikamente wurden weiterhin aus den Apotheken in Nittenau oder Neunburg vorm Wald beschafft, bis 1950 die Barbara-Apotheke eingerichtet wurde.
Nach starkem wirtschaftlichem Aufschwung durch die fortgesetzte Verbesserung der Anlagen im 19. Jahrhundert wurde der Eisenhammer (ab 1927 die BHS Bayerische Berg-, Hütten- und Salzwerke AG) zu den ersten Hüttenwerken Deutschlands gezählt. Bis zur Stilllegung im Jahre 1971 werden hauptsächlich Gullydeckel, emaillierte Gußbadewannen und Ölöfen produziert. In Werkshallen und auf dem Gelände entstand dann eine Fertighaus-Fabrik.
Im Ortsteil Blechhammer wurde im Januar 1861 mit der Bahnstrecke Schwandorf–Furth im Wald der Bahnhof Bodenwöhr Bahnhof eröffnet. Im August 1896 eröffneten die Königlich Bayerische Staatseisenbahnen die Strecke nach Neunburg vorm Wald. Sie wurde in 1915 bis Rötz verlängert; bis 1999 wurde die Strecke abgebaut. Die Bahnstrecke Bodenwöhr–Nittenau wurde mit dem Halt Bodenwöhr Ort (ab 1940 ... Hütte) im November 1907 eröffnet. Der Personenverkehr wurde im Mai 1955 eingestellt.
Im Zusammenhang mit der wirtschaftlichen Entwicklung des Hüttenwerkes wurde 1920 der Bau der Weihersiedlung als Werkssiedlung beschlossen, um Wohnraum zu schaffen und Handwerksbetriebe einzurichten.
Mit der Gründung der politischen Gemeinden in Bayern 1818 gehörte der Ort zur Gemeinde Neuenschwand.
1820/21 entstand die Gemeinde Neuenschwand mit 20 Familien. Zur Gemeinde gehörte das Dorf Kaltenbrunn mit sieben Familien und der Weiler Bodenwöhr mit zwei Familien.
Durch Beschluss vom 17. August 1818 wurde aus den Orten Bodenwöhr und Blechhammer die Gemeinde Bodenwöhr gebildet. Da 1818 im Ort Bodenwöhr nur zwei Untertanen ansässig waren (der Wirt Peter Götz und der Bierbrauer Georg Faltermeier), machte die geplante Gemeindebildung wenig Sinn. Bodenwöhr wurde der Gemeinde Altenschwand zugeteilt. Aus unbekannten Gründen befolgte man diese Zuteilung nicht. So kam Bodenwöhr zur Gemeinde Neuenschwand. 1858 wehrte sich die Gemeinde Neuenschwand gegen die Eingemeindung der Ortschaft Blechhammer erfolglos. 1859 stellte man Bodenwöhr und Blechhammer frei, eine eigene Gemeinde zu bilden. 1867 sollte die Gemeinde Bodenwöhr mit Blechhammer gegründet werden. Dies hätte aber zur Folge gehabt, dass Neuenschwand zu klein gewesen wäre, um weiter als Gemeinde bestehen zu können. 1879 unterstützte die Regierung der Oberpfalz den Bodenwöhrer Plan zur Eigenständigkeit, da „die Bevölkerungselemente dieser Gemeinde … nach ihrer Berufsweise sehr unterschiedlich seien“. Während Neuenschwand überwiegend landwirtschaftlich ausgerichtet war, gab es in Bodenwöhr mehr Industriearbeiter, Gewerbetreibende oder Beamte. Bodenwöhr gehörte bis 1921 zur eigenständigen Gemeinde Neuenschwand. 1921 änderte sich die Bezeichnung „Gemeinde Neuenschwand“ in „Gemeinde Bodenwöhr“.
In 1975 wurde die Patenschaft mit der 3. Batterie Panzerartilleriebataillon 115 begründet. Im Februar 1979 fand neben dem Rathaus das Feierliche Gelöbnis der Rekruten statt. Seine letzte Barbarafeier führte das Bataillon am 3. Dezember 2006 in der Hammerseehalle durch.
Im Zuge der Gebietsreform in Bayern wurde am 1. Januar 1972 die Gemeinde Taxöldern und am 1. Mai 1978 die Gemeinde Erzhäuser und die Gemeinde Altenschwand (ohne Meldau) eingegliedert.
Außerdem wurden Teile der aufgelösten gemeindefreien Gebiete eingegliedert:
- Taxöldener Forst am 1. Januar 1987
- Bodenwöhrer Forst am 1. November 2006

Seit Januar 2020 informiert das Hammerblatt über Geschichte und Aktuelles der Gemeinde Bodenwöhr und ihrer Ortsteile.

### Bürgermeister
Von den Bürgern wurde gewählt:
- 1948–1952: Leo Köller, Eisendreher
- 1952–1953: Max Spiegler, Platzmeister a. D.
- 1953–1964: Leo Köller, Eisendreher
- 1964–1988: Josef Wiendl
- 1988–2000: Walter Wallinger
- 2000–2008: Albert Bauer, Polizist
- 2008–2019: Richard Stabl, Elektroingenieur
- 2019–    : Georg Hoffmann, Verwaltungsbeamter

In Bodenwöhr erfolgte bei Kommunalwahlen bereits um 1980 die Aufstellung der Kandidatenliste der CSU nicht mehr durch Akklamation, sondern in geheimer Abstimmung.

### Einwohnerentwicklung
Die Einwohnerzahl in der Gemeinde wuchs zwischen 1988 und 2023 von 3511 auf 4.418 Einwohner an (25,8 %).

## Wappen
| Wappen von Bodenwöhr | Blasonierung: „In Blau über silbernem Wellenbalken schräg gekreuzt einen goldenen Schlägel und einen goldenen Hammer.“ |
| Wappen von Bodenwöhr | Wappenbegründung: Der silberne Wellenbalken im Schildfuß ist redend für den Ortsnamen Bodenwöhr (Boden-Wehr, eine künstliche Sperre im Wasser). Korrekt ist aber wohl die Herleitung von „Boden-“ vom Personennamen Boto. Die Nutzung der Wasserkraft war Voraussetzung für die seit dem 15. Jahrhundert zu verfolgende Entwicklung des Hammerwerks bzw. der Hüttenindustrie in Bodenwöhr; darauf verweisen Schlägel und Hammer. |

## Sehenswürdigkeiten
- Pfarrkirche St. Barbara: Sie wurde von 1948 bis 1950 nach den Plänen des Regierungsbaumeisters Hans Beckers erbaut. Die Kirche ist stilistisch an den Typ der romanischen Basilika angelehnt. Als Baumaterial diente unter anderem der Sandstein aus dem Bodenwöhrer Ortsteil Erzhäuser.
- Kunst- und Wasserweg mit 12 Skulpturen am Ufer des Hammersees.
- Hammerseegeister im Ortsteil Blechhammer: 70 Skulpturen des Künstlers Viktor Kretz entlang des Waldwegs hinter der Forststraße.
- Franziskus-Marterl erinnert im Gemeindeteil Altenschwand an den Widerstand gegen die unter Franz Josef Strauß geplante Wiederaufarbeitungsanlage Wackersdorf (WAA).
- Weihersiedlung (mit evangelisch-lutherischen Auferstehungskirche), entstanden für Arbeiter des Hüttenwerkes/Geflüchtete nach dem I. Weltkrieg.
- Burg Altenschwand
- Schloss Taxöldern
- Schloss Bodenwöhr

## Natur
- Das Naturschutzgebiet Weichselbrunner Weiher und Trockenkiefernwald bei Bodenwöhr
- Das Naturschutzgebiet Wald- und Heidelandschaft östlich von Bodenwöhr und Bruck i. d. OPf.
- Das Naturschutzgebiet Pfahl

Südlich von Pingarten befindet sich der ehemalige Steinbruch im Pingartener Porphyr. Der aufgelassene Steinbruch gehört zu den 100 schönsten Geotopen in Bayern.

## Tourismus
Der Hammersee bietet Möglichkeiten zum Angeln, Baden und Befahren mit Booten ohne Motor. Drei Campingplätze liegen direkt am See (34 ha Wasserfläche, 8 Kilometer lang). Am See gibt es diverse öffentliche und abgelegene Badestellen.
Im Ort gibt es zahlreiche Ferienwohnungen, Pensionen, Gastronomiebetriebe und Hotels, teils in unmittelbarer Seelage, teils in den Ortsteilen. 55 Ortsvereine bieten ein abwechslungsreiches Programm. Am 2. Wochenende im Juli findet das Bürgerfest statt und das am 2. Samstag im August das Seefest, das abends mit einem Hochfeuerwerk endet.
Auf die ehemaligen Bahnstrecke Bodenwöhr–Rötz verläuft der gut ausgebaute Regen-Schwarzach-Radweg (Nittenau-Neunburg). Er ist nach Norden über Neunburg vorm Wald und Kröblitz durch das Tal der Schwarzach bis zum Eixendorfer See befahrbar.
In der umgebenden Wald- und Seenlandschaft sind Rund- und Themenwanderwege ausgeschildert. Der ehemalige Standortübungsplatz südlich des Wahrbrucker Weihers ist ein ruhiges Naturschutzgebiet geworden.
Der Trimm-dich-Pfad an der Ludwigsheide wurde in den 1970er Jahren als Rundweg von 2,5 km mit 20 Stationen eingerichtet.
Der Bodenwöhrer Pilgerweg verbindet die verschiedenen Ortsteile von Bodenwöhr Über die Kirchen und Kapellen und erläutert die Geschichte der Bauwerke.
Der Kunst- und Wasserweg führt mit zahlreichen Skulpturen entlang des westlichen Ufers des Hammersees. Dort können standesamtliche Trauungen im Kunst- und Kulturgarten durchgeführt werden.

## Wirtschaft
Ab den 1970er Jahren siedelten zahlreiche Firmen im Industriegebiet Blechhammer beiderseits der Straße nach Neunburg vorm Wald. Neben Supermarkt und Tankstellen gibt es Bäcker, Fleischerei, Apotheke, Sparkasse, Autohändler, Busunternehmen, Schreiner und Brautmoden.

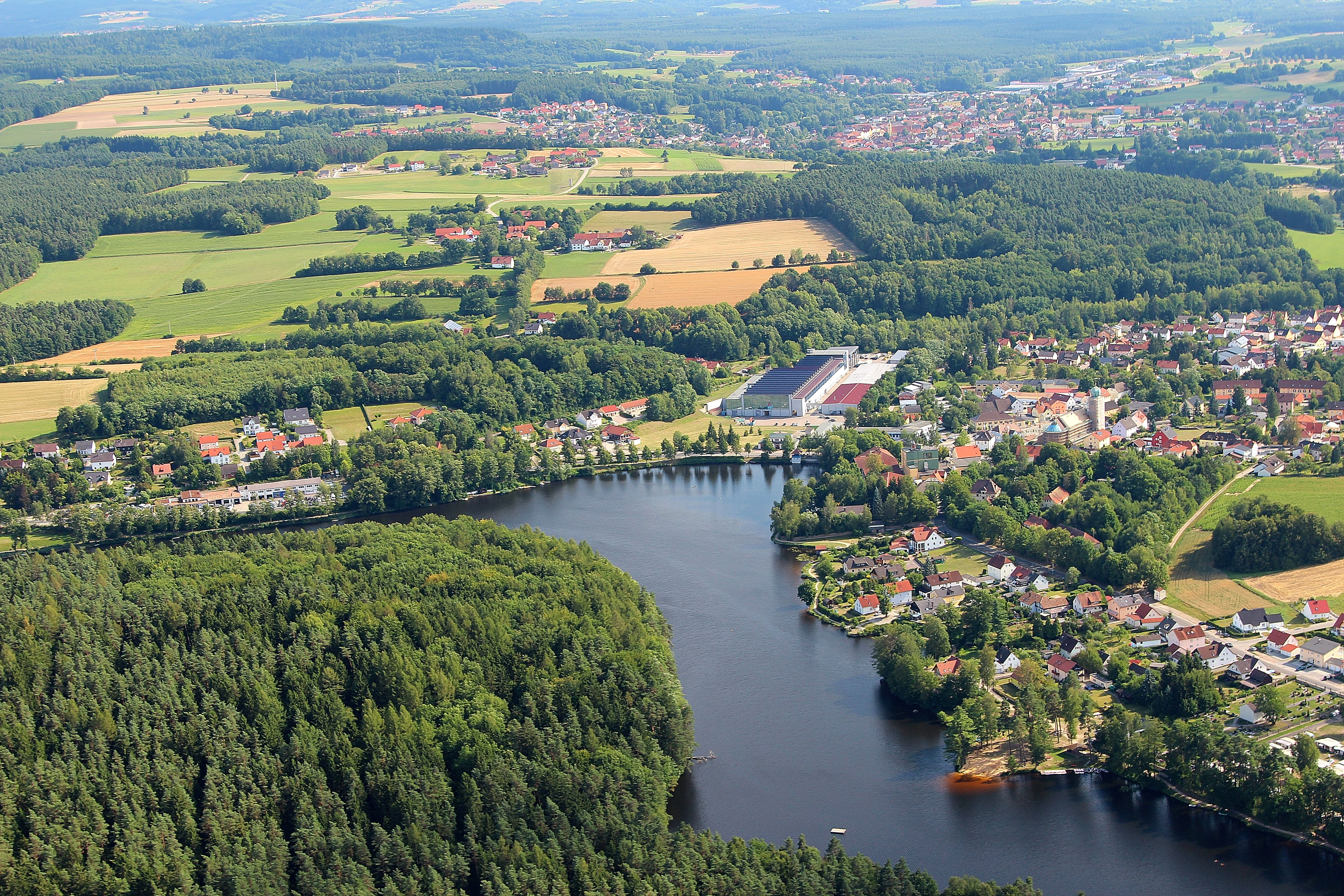
Hammersee (2013), im Mittelgrund die Halle der Fertighausfabrik, an der Halbinsel vorn rechts entstand 2018 eine Strandbadelandschaft
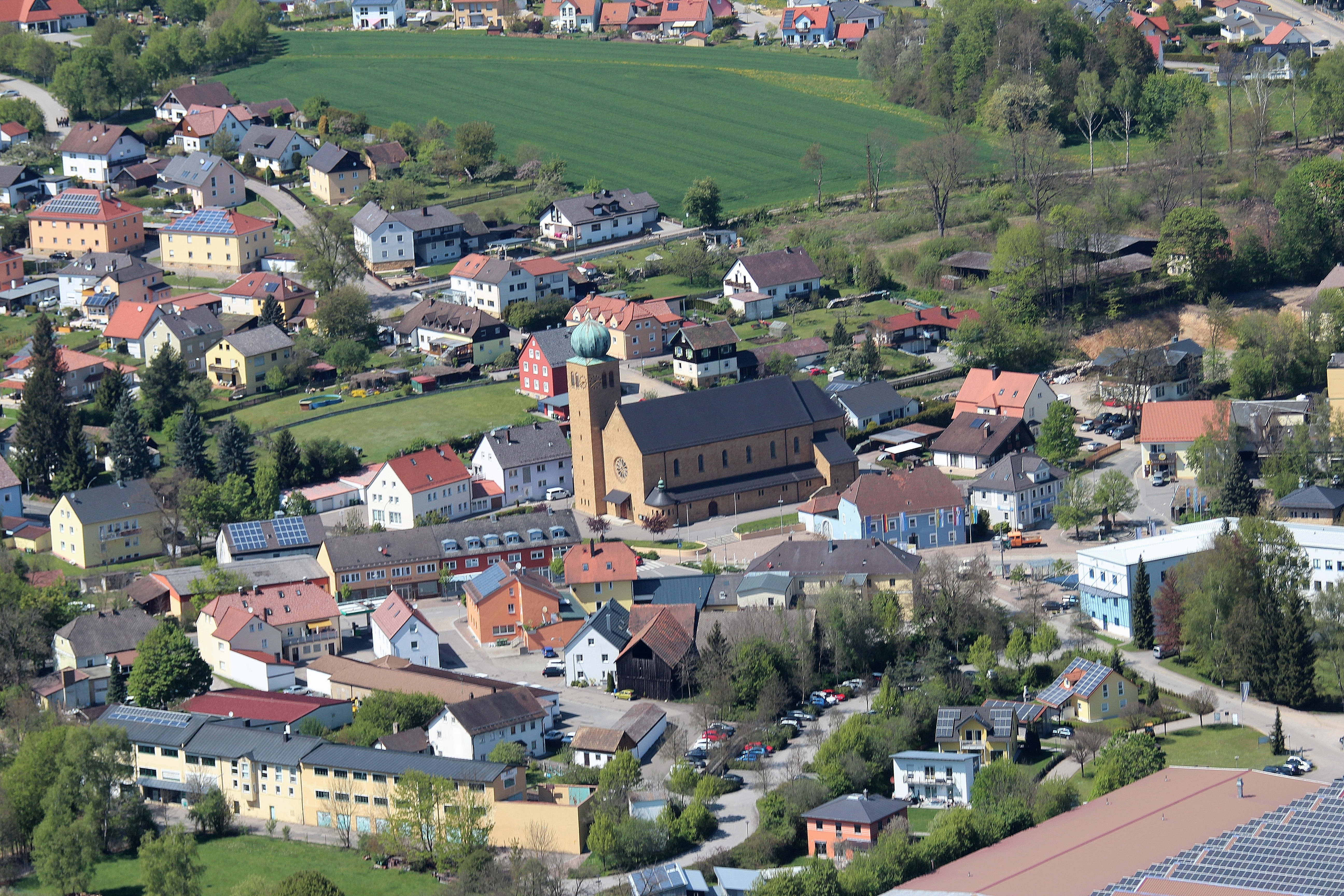
St. Barbara (2017), rechts davor Altes Rathaus und Kriegerdenkmal
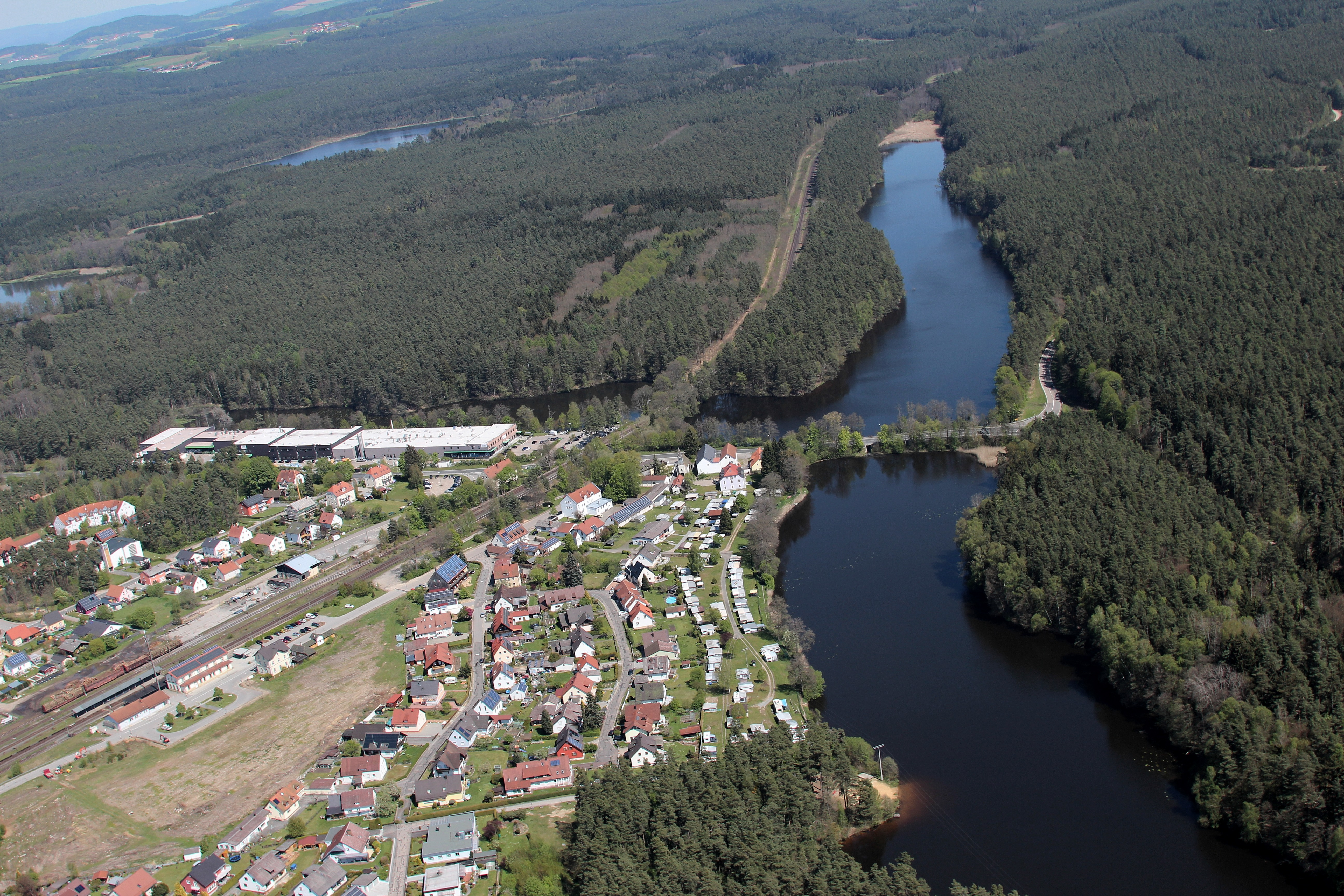
Blechhammer (2017), links der Bahnhof, Darüber die Hallen der Tremco CPG Germany, vorne rechts eine Badestelle

## Verkehr

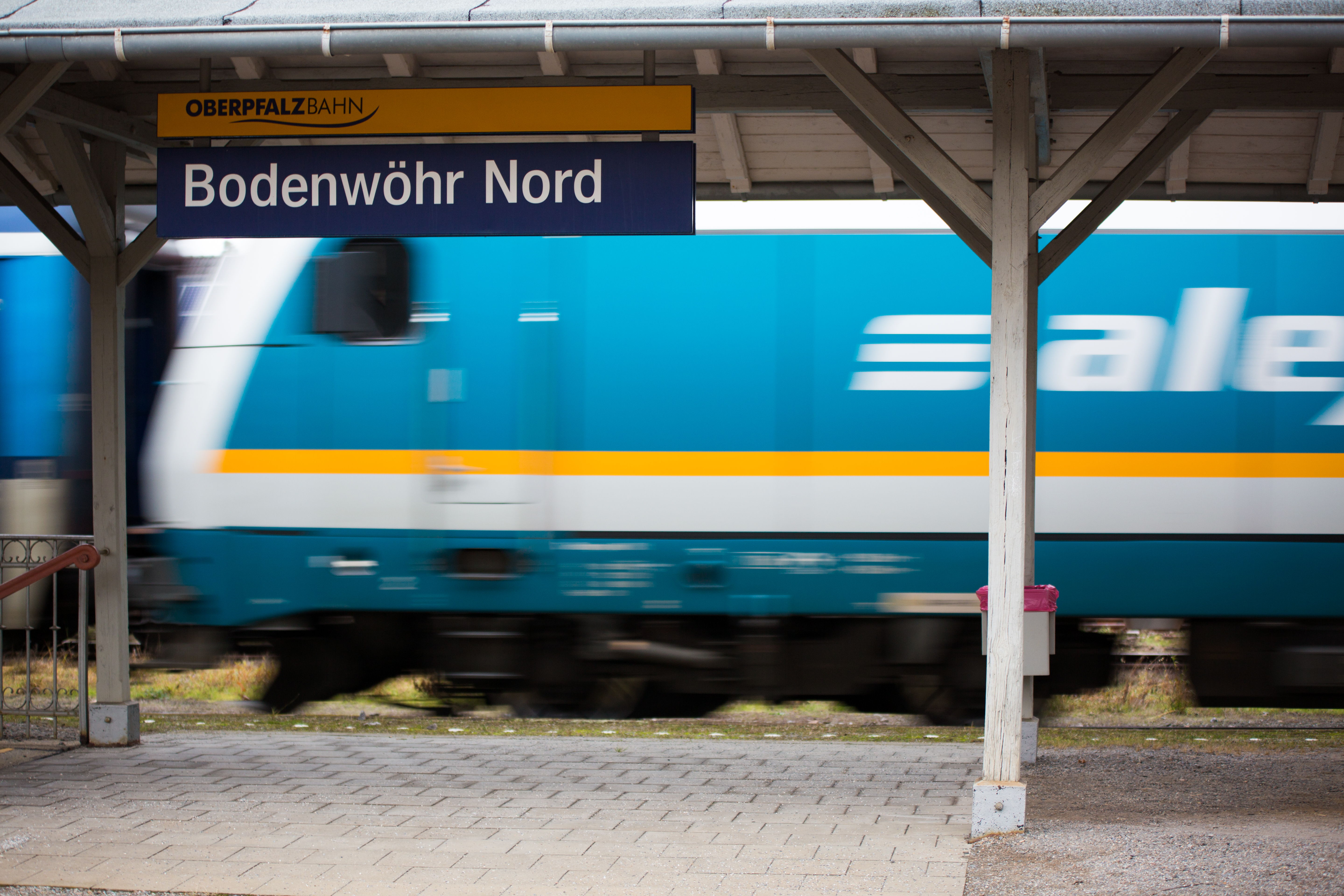
Durchfahrt von Alex-Zug nach Prag

Es bestehen gute Nahverkehrsverbindungen nach Schwandorf und Furth im Wald mit Anschlüssen nach München und Nürnberg bzw. Prag.
Hier zweigt die Bahnstrecke Bodenwöhr–Nittenau ab, auf der nur Güterverkehr stattfindet. Die Bahnstrecke Bodenwöhr–Rötz ist stillgelegt und zum Radweg ausgebaut. Mit beiden Stecken war der Bahnhof an der Hauptbahn Nürnberg-Prag ein verkehrsreicher Personen- und Güterbahnhof, weshalb er ein großes Gleisfeld besitzt und die Bahnsteige mit einem Tunnel verbunden sind. Der Bahnhof war Verladebahnhof für die in Neunburg vorm Wald bis 2007 stationierten Truppen.
Die Bundesstraße 85 durchquert das Gemeindegebiet im Süden. Über diese besteht in Fahrtrichtung Schwandorf Anbindung an die Bundesautobahn 93. Die Staatsstraße 2398 verbindet Bodenwöhr mit Neunburg vorm Wald. Durch das Gemeindegebiet führen ferner zahlreiche Kreisstraßen.

## Persönlichkeiten
- Wilhelm Vielberth (1878–1925), römisch-katholischer Geistlicher, Politiker (BVP)
- Johann Vielberth (* 1932), Unternehmer, Volkswirt und Stifter
- Michael Meier (1934–2005), Umweltaktivist